# Ichuña (distrito)
O Distrito de Ichuña é um dos 11 distritos da Província de General Sánchez Cerro, departamento Moquegua, Peru.

## Transporte
O distrito de Ichuña é servido pela seguinte rodovia:
- MO-103, que liga o distrito de San Cristobal à cidade
- MO-106, que liga o distrito à cidade de Carumas[1][2][3]